# Meuschenia
Meuschenia is een geslacht van straalvinnige vissen uit de familie van vijlvissen (Monacanthidae). Het geslacht is voor het eerst wetenschappelijk beschreven in 1929 door Whitley.

## Soorten
De volgende soorten zijn bij het geslacht ingedeeld:
- Meuschenia australis (Donovan, 1824)
- Meuschenia flavolineata (Hutchins, 1977)
- Meuschenia freycineti (Quoy en Gaimard, 1824)
- Meuschenia galii (Waite, 1905)
- Meuschenia hippocrepis (Quoy en Gaimard, 1824)
- Meuschenia scaber (Forster, 1801)
- Meuschenia trachylepis (Günther, 1870)
- Meuschenia venusta (Hutchins, 1977)